# Francesco Piticchio
Francesco Piticchio (... – 1800 circa) è stato un compositore italiano.
Piticchio nacque forse a Palermo e la data di nascita è sconosciuta.
Sulla vita di Piticchio non si conosce molto. Nel 1760 diventò maestro di cappella nella sua città natale e nel 1778 fu a Roma per collaborare con Giuseppe Gazzaniga alla stesura dell'intermezzo Il marchese di Verde Antico, rappresentato al Teatro Capranica nel gennaio dello stesso anno.
Nel 1782 con una compagnia teatrale italiana si recò in Germania, dove fu attivo come compositore e maestro al cembalo presso Braunschweig, Dresda e altre città tedesche. Nel 1787, durante la prima rappresentazione del Don Giovanni di Wolfgang Amadeus Mozart, fu a Praga come direttore del Nationaltheater.
Dopo aver sostato alcuni anni a Vienna, tornò in Italia verso il 1791-1792 stabilendosi a Napoli, dove il 13 agosto 1798 rappresentò al teatro San Carlo l'opera La vendetta di Medea con Luísa Todi. Con lo scoppio della rivoluzione napoletana nel 1799 si ritirò definitivamente a Palermo. Morì presumibilmente a Palermo nel 1800 circa.

## Opere
L'anno e città si riferiscono alla prima rappresentazione.
- Il ciarlatano accusato (dramma giocoso, 1777, Firenze)
- Il marchese di Verde Antico (intermezzo, in collaborazione con Giuseppe Gazzaniga, 1778, Roma)
- Didone abbandonata (opera seria, libretto di Pietro Metastasio, 1780, Palermo)
- Il militare amante (dramma giocoso, 1781, Roma)
- Gli amanti alla prova (dramma giocoso, libretto di Giovanni Bertati, 1785, Dresda)
- Il Bertoldo (dramma giocoso, libretto di Lorenzo Da Ponte, da Gaetano Brunati, 1787, Vienna)
- La vendetta di Medea (opera seria, libretto di O. Balsamo, 1798, Napoli)